# San Martín de las Escobas
San Martín de las Escobas es una localidad del departamento San Martín, provincia de Santa Fe, Argentina, en el km 152 de la Ruta 34. Limita al norte con San Vicente, al sur Buenos Aires, al este con Colonia Belgrano y Santa Clara de Buena Vista y al oeste con Sastre y San Jorge.

## Historia
Tras un primer y fallido asentamiento de la Conquista  (Sancti Spiritu) la provincia se desarrolló sobre la costa del Paraná - en Santa Fe, Coronda, Rosario - y esta zona permaneció despoblada y entre indios y cristianos hasta entrado el siglo XIX. Pertenecía a "los pagos de Coronda" y el único avance de españoles y criollos hacia el interior fue por arroyos y cañadas que brindaban agua para la hacienda, particularmente por la Cañada de Carrizales, en cuya cuenca alta se estableció un puesto militar para protección, el fuerte del Socorro en el "Monte de José Ñudo", unos 25 km al sursureste de nuestra localización, y que funcionó como última posta antes del fortín El Tío en Córdoba. Hacia 1790 el último gobernador español, Gastañaduy, instaló a cien kilómetros al norte una línea de fuertes para defender los caminos reales a Córdoba y Santiago del Estero  - Sunchales entre otros - pero estos fueron debilitados hasta desaparecer a partir de 1810 cuando Manuel Belgrano retira tropas para la Expedición al Paraguay y luego por las guerras civiles.  En 1825 el gobernador brigadier López hace un acuerdo con indios abipones de Reconquista y los traslada al Sauce (hoy San Jerónimo del Sauce) pasan a formar el cuerpo "Lanceros del Sauce" y actúan como defensa contra los indios "montaraces". Esos mismos sauceros van siendo ubicados en otros lugares, en 1855 con unos 50 soldados convierten en cantón el Puesto de Romero, unos 40 km al norte y a partir de allí prácticamente cesa el peligro de malones.  En cuanto a los "montaraces" eran principalmente de la nación mocoví, de origen chaqueño y cuyas últimas poblaciones se encuentran en la costa- 
El rosarino  Saturnino  Lara compra la zona al Gobierno en 1857 y el mismo año se la vende a Thomás Armstrong y asociados a él, entre ellos Martín Echeverría, que la dedican a la ganadería extensiva desde cascos de estancia ubicados más al sur . La colonización agrícola de la provincia ya había empezado en Esperanza en 1856 y seguido en San Carlos que se pobló rápidamente y disponía de migrantes que querían nuevas tierras. A fines de los 1860 gobernó Oroño, corondino, que intentó favorecer a su pueblo natal promoviendo el puerto y construyéndole caminos. Todo esto predispuso para un salto colonizador hacia el Oeste.
En 1872, Manuela Salvarezza y su marido Martín Echeverría, ambos de Buenos Aires, disponen tierras propias para fundar una colonia en el paraje Las Escobas del entonces departamento San Jerónimo. Para ello Echeverría constituye sociedad con un vecino de la Colonia San Carlos, Manuel Nickisch, socio industrial encargado de aparcelar y vender los lotes. El 1 de abril de 1874 (151 años) Nicksich vende el primer lote a Enrique Vásquez, por lo que se considera en esa fecha San Martín fue fundada constituyendo la primera colonia del Centro-Oeste Santafesino.  Llegaron a esas tierras los primeros colonos; inmigrantes españoles e italianos en su mayoría y algunos de origen suizo; labraron la tierra, abrieron caminos, construyeron casas, plantaron árboles, tuvieron numerosa descendencia.
José Acastello es considerado el primer poblador efectivo, agrimensor, vicecónsul de Italia, fundó un molino harinero en 1885 al que se llevó un tornado en 1887 y es también la suya la tumba más vieja encontrada en el cementerio (1892). La primera maestra fue Paulina Acastello de Berrino, que daba clases en forma particular. La escuela pública se crea recién en 1909.
En 1882 la Inspección de Colonias censa 452 personas, distribuidas entre 60 familias italianas, 23 argentinas, 4 españolas, 4 suizas, 1 alemana y 1 boliviana, levantados 129 edificios de los que 80 son ranchos. Por ser colonia privada tardará en tener autoridades: Nikisch pide se nombre comisario pero no se lo nombra, tendrá Juzgado de Paz en 1878, Comisión de Fomento en 1882 y policía en 1890.
También en 1890 se crea el Departamento San Martín, se la nombra cabecera y sede de la Jefatura policial departamental. Esto obedece a la Revolución de 1890 y a la creciente desconfianza del gobierno conservador por la actividad política de los colonos. Ese mismo año la provincia retira a los extranjeros el derecho a elegir en elecciones comunales.
Por ello pero principalmente por un nuevo impuesto al trigo los colonos adhieren a la Revolución de 1893  declarada por el radicalismo, bajo el liderazgo de Lisandro de la Torre desde Rosario. La Revolución derrocó brevemente al gobierno provincial pero fue derrotada y en la posterior represión partidas de montados leales al gobernante Partido Autonomista saquearon varios pueblos entre ellos San Martín donde arrestaron a setenta colonos]. La gestión de varios cónsules, dado que la mayoría de los revolucionarios eran inmigrantes, ocasionó la liberación. En 1897 según tradición oral los locales se niegan a donar terreno o subvencionar la construcción del nuevo edificio para la Jefatura departamental y ésta como la cabecera departamental se trasladadan a Sastre. Durante el gobierno de José Insaurralde (1898-1902) se reunió una Convención Constituyente provincial que restituyó a los extranjeros el derecho a voto en el gobierno local (comunas).
En esta llanura, con un paisaje netamente rural, los años que siguieron, fueron de trabajo fecundo, desarrollando como actividad principal la agricultura y la ganadería, con un sistema de explotación "minera". La sementera principal fue el trigo por muchas décadas y se anexó la actividad tambera y de elaboración de lácteos que se mantiene hasta la fecha. Tuvo importante desarrollo la fábrica "El Danubio" perteneciente a Haefliger, hoy día "Tinas del Sur" de capitales españoles así como otras cremerías más pequeñas. En las primeras décadas se transportaban los granos en carreta hasta San Carlos y la hacienda por arreos, en 1890 se inaugura el tramo Gálvez - San Francisco del FFCC Mitre con parada en estación Avena y pasa a ser la principal vía de transporte hasta el decaimiento del ferrocarril a mediados del siglo XX.
Durante el siglo XX se desarrolló un pujante movimiento coopèrativo dedicado a la ganadería (Coop. Ganadera, luego liquidada) cooperativa de agricultores adherida a Agricultores Federados Argentinos(AFA), Cooperativa de tamberos "La Estrella" con planta local, Cooperativa eléctrica luego cedida al Estado, Cooperativa Telefónica, Caja de Créditos luego fusionada al Banco Credicoop y mutualismo de crédito representado por la Asociación Mutual Club San Martín con sucursales en otras localidades.   El gremialismo rural se encuadró dentro de la Federación Agraria Argentina, cuya rama económica es AFA, y cuya militancia tuvo intensa actividad durante la rebelión campesina del 2008 con huelga de actividades y corte de rutas por piquetes de productores destinados a obtener la derogación de la Resolución 125 que aumentaba gravámenes a la exportación de granos. 
Desde fines del siglo XX la ganadería extensiva viene en retroceso y las sementeras cedieron gran predominio a la soja y en menor medida a maíz, trigo, girasol, sorgo y otros cultivos. De las industrias de manufactura sólo tuvo cierto desarrollo la fabricación de muebles con firmas como Dei-Cas o López hoy extintas. Derivado de estas surgió una fábrica de juguetes de madera, "Herlitos", de Hernán Gariglio, hoy también descontinuada. Sólo se mantiene la fábrica de muebles Della Schiava en la actualidad. 
En diciembre de 2016 la cooperativa AFA inaugura un molino harinero con capacidad para 300 toneladas diarias de procesamiento y 40 puestos de trabajo.
Con su ritmo de vida tranquilo y la cordialidad de su gente, el pueblo se encuentra en el centro-oeste de la provincia de Santa Fe.
Es cabecera del Distrito Comunal del mismo nombre que tiene una superficie de 29.100 ha. A 2004, la población -incluyendo la zona rural- era de 2500 habitantes y; cuenta con establecimientos educativos y de salud, instituciones deportivas, culturales y de servicios; además, industrias locales dedicadas a la actividad láctea y agropecuaria.
Pueblo pequeño y pujante, consciente de la importancia de preservar costumbres y tradiciones; dedica con tesón y perseverancia, su esfuerzo cotidiano en las duras tareas rurales.

## Religión
Los cultos conocidos en San Martín son ramas del cristianismo. El catolicismo es el más antiguo y practicado por la gran mayoría; con las primeras corrientes de población llegaron algunas familias valdenses que centran su culto en torno al templo de la vecina localidad Colonia Belgrano, en las últimas décadas hubo un fuerte movimiento evangélico levantándose un templo de la Iglesia Evangélica Bautista "Príncipe de Paz", con sede principal en Gálvez y otra Evangélica Congregacional "Luz de Esperanza", con sede principal en San Carlos Centro.

## Pueblos originarios de la zona
Los pampas antiguos o taluhets serían los más antiguos habitantes conocidos. Se retrajeron hacia el sur al ingresar los españoles y terminaron fusionándose en los ranqueles. Desde la costa los chanaes, corondás y carcaráes venían a la zona para una caza mayor temporalmente y luego regresaban a sus casas originales. Tenían una estatura regular, eran musculosos, cobrizos y de vista y oídos muy finos. Su vestimenta era poca y sus viviendas eran toldos hechos de ramas y cueros. No fueron sometidos. Desaparecen probablemente por mestización y aculturación. Otros pueblos originarios del Chaco al dominar el caballo que trae el español se expanden luego y así es como llega la influencia mocoví a la región.

## Arte y Cultura
- En Marzo se festeja la "FIESTA PROVINCIAL DEL GAUCHO" organizada por la Comisión de Festejos de La Fiesta del Gaucho
- Coro Polifónico comunal
- Grupo de Teatro "AMIGOS DEL ARTE"
- Biblioteca Popular "Juan Bautista Alberdi"
- Centro Cultural San Martín
- Cuna del autor y compositor Juanjo Novaira.
- Grupo de Folclore "DÚO VERTIENTE"
- Grupo de Folclore "Nuevas Raíces"
- Expo Multimarcas, Gran Fiesta Fierrera - Cooperadora Policial

## Personalidades
- Lázaro Flury (1909-2002), investigador de la música folclórica argentina y catedrático.
- Juanjo Novaira (1953), compositor de música pop.
- Francis (1980), Escritor.

## Clubes
Club Atlético y Recreativo General San Martín. Sus colores son blanco y negro y sus disciplinas son: fútbol mayor, fútbol infantil, escuelita de fútbol, futsal, tenis mayor y menor, vóley mayor y menor, taekwondo, patín, gimnasia deportiva y natación. También posee canchas de bochas, básquet, paddle y frontón.
El fútbol es el deporte más importante y practicado por la comunidad. El fútbol mayor y el menor compiten en la Liga San Martín. La 1.ª división ha conseguido tres títulos en su historia, 1968, 2009 y 2021. 
Los otros deportes han avanzado mucho después de la Comisión Directiva elegida en el 2001, que incorporó al club deportes que se habían perdido con el tiempo y no se jugó en los últimos años tales como fútbol mayor, voley masculino mayor y los Juegos Aniversarios, que fueron inventados durante su presidencia para festejar el cumpleaños del club.
Este juego consiste en que la población se divide en 4 equipos y participan en juegos en los que se suman puntos. Los deportes practicados en este festejo son: fútbol, vóley, básquet, paddle, tenis, truco, caminata, maratón, bicicleteada y bici-velocidad.
Una de las actividades deportivas desarrollada por más de 15 años en forma continuada en el Club A y R General San Martín, es el patín artístico. A partir del año 2009 cuenta con participación en competencia individual en los torneos de Asociación Zona Oeste de Patín. 
En el año 2011 por primera vez se participa con un grupo de Show infantil en una instancia de competencia provincial y nacional. "Alicia en el país de las Maravillas" consigue medalla de oro en la instancia provincial y cuarto puesto nacional. El año siguiente, con el grupo de mayores de patín del general, se obtiene medalla de oro provincial y nacional con "La diablada de Oruro". Este deporte continúa dando satisfacciones al club y a la localidad, con patinadoras individuales que clasifican año a año a las instancias nacionales de competencia, fruto de talento, constancia y compromiso.

## Parroquias de la Iglesia católica en San Martín de las Escobas
| Arquidiócesis | Santa Fe de la Vera Cruz |
| ------------- | ------------------------ |
| Parroquia     | San Martín de Tours      |

## Educación
Escuela primaria N.º 6.155 "Provincia de San Juan".
E.E.M.P.I. Justo José de Urguiza N.º 8.138.